# Liste der Naturschutzgebiete im Märkischen Kreis
Die Liste der Naturschutzgebiete im Märkischen Kreis enthält die Naturschutzgebiete des Landkreises Märkischer Kreis in Nordrhein-Westfalen.

## Liste
| Schlüsselnr. | Gemeinde              | Gebietsname                                                                             | Fläche in ha | Bild                                                                                                |
| ------------ | --------------------- | --------------------------------------------------------------------------------------- | ------------ | --------------------------------------------------------------------------------------------------- |
| MK-015       | Altena                | Leihenberg-Nordhelle                                                                    | 19,2915      | |
| MK-019       | Altena                | Auf dem Giebel                                                                          | 4,8775       | |
| MK-099       | Altena                | Pragpaul                                                                                | 70,1771      | NSG Pragpaul                                                                                        |
| MK-137       | Altena                | Gesshardthöhle                                                                          | 0,5406       | |
| MK-017       | Balve                 | Bollenberg                                                                              | 9,3693       | |
| MK-021       | Balve / Hemer         | Hönnetal                                                                                | 144,15       | NSG Hönnetal                                                                                        |
| MK-036       | Balve                 | Löhen                                                                                   | 3,4726       | |
| MK-037       | Balve                 | Orlebachtal                                                                             | 15,1080      | Orlebachtal östlich von Wocklum                                                                     |
| MK-038       | Balve                 | Burgberg Wocklum                                                                        | 3,6760       | NSG Burgberg Wocklum                                                                                |
| MK-004       | Halver                | In der Bommert                                                                          | 3,5663       | weitere Bilder                                                                                      |
| MK-007       | Halver                | Wilde Ennepe                                                                            | 5,7351       | weitere Bilder                                                                                      |
| MK-136       | Halver                | Höhle Halver Hülloch                                                                    | 6,6154       | weitere Bilder                                                                                      |
| MK-001       | Hemer                 | Felsenmeer                                                                              | 35,0844      | Naturschutzgebiet Felsenmeer (naturbelassener Abschnitt zwischen Kleinem Felsenmeer und Paradies)   |
| MK-032       | Hemer                 | Am Tierkoven                                                                            | 6,1242       | Naturschutzgebiet Am Tierkoven                                                                      |
| MK-039       | Hemer                 | Riemke                                                                                  | 10,5208      | Naturschutzgebiet Riemke                                                                            |
| MK-052       | Hemer / Iserlohn      | Duloh-Löbbecken-Kopf                                                                    | 60,4473      | Stehendes Kleingewässer                                                                             |
| MK-010       | Herscheid             | Wolfsbruch                                                                              | 3,0061       | |
| MK-011       | Herscheid             | Auf dem Roten Schlote                                                                   | 5,2417       | |
| MK-014       | Herscheid             | Auf der Gasmert                                                                         | 6,0473       | |
| MK-060       | Herscheid             | Bulmecke                                                                                | 0,4876       | |
| MK-061       | Herscheid             | Im Wiebruch                                                                             | 3,5136       | |
| MK-062       | Herscheid             | Nümmert                                                                                 | 0,8388       | |
| MK-063       | Herscheid             | Hochsteiner Moor                                                                        | 2,5804       | |
| MK-064       | Herscheid             | Katerlöh                                                                                | 2,6486       | |
| MK-065       | Herscheid             | Herveler Bachtal                                                                        | 3,6163       | |
| MK-066       | Herscheid             | Kammoor                                                                                 | 2,6397       | |
| MK-067       | Herscheid             | Oberes Elsetal                                                                          | 5,4151       | weitere Bilder                                                                                      |
| MK-068       | Herscheid             | Buschhauser Siepen                                                                      | 1,3389       | |
| MK-069       | Herscheid             | Herveler Bruch                                                                          | 23,4485      | |
| MK-070       | Herscheid             | Sonnenhohl                                                                              | 13,3315      | |
| MK-071       | Herscheid             | Brauke                                                                                  | 9,4175       | |
| MK-013       | Iserlohn              | In der Hardt                                                                            | 3,1887       | |
| MK-030       | Iserlohn              | Steinbruch Helmke                                                                       | 23,2704      | NSG Steinbruch Helmke                                                                               |
| MK-046       | Iserlohn              | Kupferberg                                                                              | 15,2714      | NSG Steinbruch Kupferberg                                                                           |
| MK-047       | Iserlohn              | Burgberg                                                                                | 41,1569      | NSG Burgberg                                                                                        |
| MK-048       | Iserlohn              | Sonderhorst                                                                             | 25,8756      | NSG Sonderhorst                                                                                     |
| MK-049       | Iserlohn              | Die Emst                                                                                | 4,4936       | |
| MK-050       | Iserlohn              | Mühlenberg                                                                              | 14,2310      | |
| MK-051       | Iserlohn              | Auf der Saat                                                                            | 19,6320      | |
| MK-053       | Iserlohn              | Abbabach                                                                                | 59,7244      | |
| MK-054       | Iserlohn              | Auf der Humpfert                                                                        | 3,7410       | |
| MK-055       | Iserlohn              | Kesberner Kalkbuchenwald                                                                | 1,5370       | NSG Kesberner Kalkbuchenwald                                                                        |
| MK-056       | Iserlohn              | Unteres Baarbachtal                                                                     | 12,1362      | |
| MK-057       | Iserlohn              | Oberes Hasselbachtal                                                                    | 2,7365       | |
| MK-058       | Iserlohn              | Elsetal                                                                                 | 11,6501      | |
| MK-059       | Iserlohn              | Wannebachtal                                                                            | 8,4834       | |
| MK-073       | Iserlohn              | Ruhr-Altwasser                                                                          | 0,2184       | |
| MK-110       | Kierspe               | Kierspetal                                                                              | 22,8366      | weitere Bilder                                                                                      |
| MK-111       | Kierspe               | Hamecke und Kälberbecke                                                                 | 7,2825       | |
| MK-112       | Kierspe               | Hemecketal                                                                              | 6,7535       | |
| MK-113       | Kierspe               | Fernhagener Bach und Jubachtal                                                          | 56,8809      | |
| MK-114       | Kierspe               | Unteres Kerspetal                                                                       | 34,2157      | weitere Bilder                                                                                      |
| MK-115       | Kierspe               | Antlenbachtal                                                                           | 8,7949       | weitere Bilder                                                                                      |
| MK-116       | Kierspe               | Auf der Mark                                                                            | 12,1315      | |
| MK-117       | Kierspe               | Mattmecketal                                                                            | 12,7758      | |
| MK-118       | Kierspe               | Hermsbrock                                                                              | 12,1788      | |
| MK-119       | Kierspe               | Oberes Frommecketal                                                                     | 6,6164       | |
| MK-120       | Kierspe               | Im Hülsen                                                                               | 6,1931       | |
| MK-121       | Kierspe               | Dörscheln                                                                               | 1,9941       | |
| MK-122       | Kierspe               | Wienhagen                                                                               | 10,6866      | |
| MK-124       | Kierspe               | Brauke                                                                                  | 7,0415       | |
| MK-125       | Kierspe               | Steinsmark                                                                              | 0,8069       | |
| MK-126       | Kierspe               | Auf dem großen Bruch                                                                    | 2,7311       | |
| MK-127       | Kierspe               | Brömcke Bach                                                                            | 1,4195       | |
| MK-128       | Kierspe               | Schleipe-Tal (Kierspe)                                                                  | 14,1312      | |
| MK-129       | Kierspe               | Rombrauk                                                                                | 5,6351       | |
| MK-130       | Kierspe               | Höhlen                                                                                  | 0,6772       | |
| MK-131       | Kierspe               | Herzhorn-Tal                                                                            | 3,3646       | |
| MK-132       | Kierspe               | Stippessiepen                                                                           | 3,1855       | |
| MK-133       | Kierspe               | Lingese-Tal                                                                             | 5,6621       | |
| MK-134       | Kierspe               | Erlenbach-Tal                                                                           | 2,7192       | |
| MK-135       | Kierspe               | Stubach-Tal                                                                             | 1,7184       | |
| MK-040       | Lüdenscheid           | Steinbruch Arenritt                                                                     | 8,1820       | |
| MK-041       | Lüdenscheid           | Volmetal                                                                                | 5,7748       | |
| MK-042       | Lüdenscheid           | Mittel- und Unterlauf der Mattmecke sowie Talraum der Linnepe östlich Schloss Oedenthal | 7,7907       | NSG Mittel- und Unterlauf der Mattmecke sowie Talraum der Linnepe östlich Schloss Oedenthal         |
| MK-043       | Lüdenscheid           | Stilleking                                                                              | 151,7500     | Kleingewässer im NSG Stilleking                                                                     |
| MK-044       | Lüdenscheid           | Spielwigge                                                                              | 6,8116       | |
| MK-045       | Lüdenscheid           | Versetal südlich der Talsperre                                                          | 3,7786       | |
| MK-002       | Meinerzhagen          | Gleyer                                                                                  | 9,5770       | |
| MK-012       | Meinerzhagen          | Auf dem Krämer                                                                          | 1,0571       | |
| MK-072       | Meinerzhagen          | Listertal                                                                               | 63,9844      | |
| MK-074       | Meinerzhagen          | Auf’m Ebbe/Ebbemoore                                                                    | 667,0300     | Gewöhnliche Moosbeere in den Hangmooren des Ebbegebirges (Naturschutzgebiet „Auf’m Ebbe/Ebbemoore“) |
| MK-075       | Meinerzhagen          | Herveler Bachtal                                                                        | 4,1187       | |
| MK-076       | Meinerzhagen          | Auf’m Ebbe/Buschhauser Siepen                                                           | 8,7430       | |
| MK-077       | Meinerzhagen          | Auf’m Ebbe/Wesebach-Tal/Wesebruch                                                       | 17,7595      | |
| MK-078       | Meinerzhagen          | Auf’m Ebbe/Mahlersberg                                                                  | 3,5784       | |
| MK-079       | Meinerzhagen          | Brauke                                                                                  | 10,2264      | |
| MK-080       | Meinerzhagen          | Holbecke                                                                                | 5,2874       | |
| MK-081       | Meinerzhagen          | Genkel-Tal                                                                              | 8,2024       | |
| MK-082       | Meinerzhagen          | Listertalsperre                                                                         | 4,4401       | |
| MK-083       | Meinerzhagen          | Schmale Becke                                                                           | 9,2080       | |
| MK-084       | Meinerzhagen          | Willertshagener Wiesen                                                                  | 5,1923       | |
| MK-085       | Meinerzhagen          | Steinsmark (Meinerzhagen)                                                               | 1,2694       | |
| MK-086       | Meinerzhagen          | Duwelssiepen                                                                            | 8,5928       | |
| MK-087       | Meinerzhagen          | Agger-Tal                                                                               | 4,3930       | |
| MK-088       | Meinerzhagen          | Grotmicke                                                                               | 5,2826       | |
| MK-089       | Meinerzhagen          | Heimche-Tal                                                                             | 12,1751      | |
| MK-090       | Meinerzhagen          | Versetal                                                                                | 5,0099       | |
| MK-091       | Meinerzhagen          | Schleipe-Tal (Meinerzhagen)                                                             | 15,4017      | |
| MK-092       | Meinerzhagen          | Wiebelsaat                                                                              | 25,7192      | |
| MK-093       | Meinerzhagen          | Nocken                                                                                  | 10,2024      | |
| MK-094       | Meinerzhagen          | Quellgebiet Genkel                                                                      | 4,9041       | |
| MK-095       | Meinerzhagen          | Wesmecke-Tal                                                                            | 20,3033      | |
| MK-100       | Meinerzhagen          | Schoppenwasser-Tal                                                                      | 7,7168       | |
| MK-101       | Meinerzhagen          | Hemche-Tal/Geitsiepen                                                                   | 12,0652      | |
| MK-102       | Meinerzhagen          | Lesmicker-Siepen                                                                        | 6,3919       | |
| MK-103       | Meinerzhagen          | Sichter-Talräume                                                                        | 18,4776      | |
| MK-104       | Meinerzhagen          | Auf’m Ebbe/Blomberger Bachtal                                                           | 6,8531       | |
| MK-105       | Meinerzhagen          | Tutmicke-Tal                                                                            | 3,2976       | |
| MK-106       | Meinerzhagen          | Ebbebach-Tal                                                                            | 6,0139       | |
| MK-107       | Meinerzhagen          | Elmchebach-Tal                                                                          | 3,7879       | |
| MK-108       | Meinerzhagen          | Auf’m Ebbe/Langes Holz                                                                  | 66,6322      | |
| MK-109       | Meinerzhagen          | Auf’m Ebbe/Steimer Siepen                                                               | 12,0785      | |
| MK-009       | Menden                | Abbabach                                                                                | 38,6079      | |
| MK-016       | Menden                | Luerwald und Bieberbach                                                                 | 534,5487     | |
| MK-020       | Menden                | Rothenberg                                                                              | 54,2506      | |
| MK-022       | Menden                | Auf dem Stein                                                                           | 30,5840      | NSG Auf dem Stein                                                                                   |
| MK-005       | Nachrodt-Wiblingwerde | Lohagen                                                                                 | 2,1694       | |
| MK-097       | Nachrodt-Wiblingwerde | Tiefenbach                                                                              | 8,1700       | |
| MK-098       | Nachrodt-Wiblingwerde | Klippkes                                                                                | 45,8032      | |
| MK-099       | Nachrodt-Wiblingwerde | Pragpaul                                                                                | 70,1771      | |
| MK-138       | Nachrodt-Wiblingwerde | Klief                                                                                   | 27,00        | |
| MK-024       | Neuenrade             | Klef (Neuenrade)                                                                        | 7,1913       | |
| MK-003       | Plettenberg           | Am Schlehen                                                                             | 1,9477       | NSG Am Schlehen                                                                                     |
| MK-006       | Plettenberg           | Siesel – Teilgebiet Auf dem Pütte                                                       | 5,4388       | |
| MK-023       | Plettenberg           | Bommecketal                                                                             | 51,20        | |
| MK-139       | Plettenberg           | Klef (Plettenberg)                                                                      | 11,2         | |
| MK-025       | Plettenberg           | Schlänke                                                                                | 0,5544       | |
| MK-026       | Plettenberg           | Siesel – Teilgebiet Humme                                                               | 2,5249       | |
| MK-027       | Plettenberg           | Remmestoth                                                                              | 1,2707       | |
| MK-028       | Plettenberg           | Lechenstück                                                                             | 1,5157       | |
| MK-029       | Plettenberg           | Vosloh                                                                                  | 0,4338       | |
| MK-140       | Plettenberg           | Siesel – Teilgebiet Lenne                                                               | 18,20        | |
| MK-141       | Plettenberg           | Siesel – Teilgebiet Jungfernsprung                                                      | 9,40         | |
| MK-142       | Plettenberg           | Heinrich-Bernhard-Höhle                                                                 | 0,04         | |
| MK-143       | Schalksmühle          | Nottkleff                                                                               | 21,9442      | |
| MK-008       | Werdohl               | Eschmecke-Hückenstein                                                                   | 28,3762      | NSG Eschmecke-Hückenstein                                                                           |
| MK-031       | Werdohl               | Lennestau in Werdohl-Lengelsen/Wilhelmstal                                              | 13,0067      | NSG Lennestau in Werdohl-Lengelsen/Wilhelmstal                                                      |